# Dango

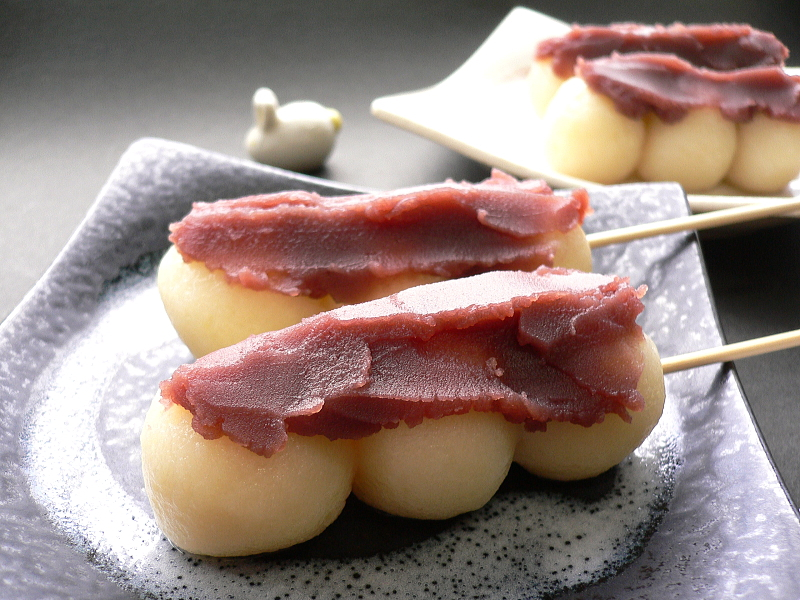
Tsukimi Dango

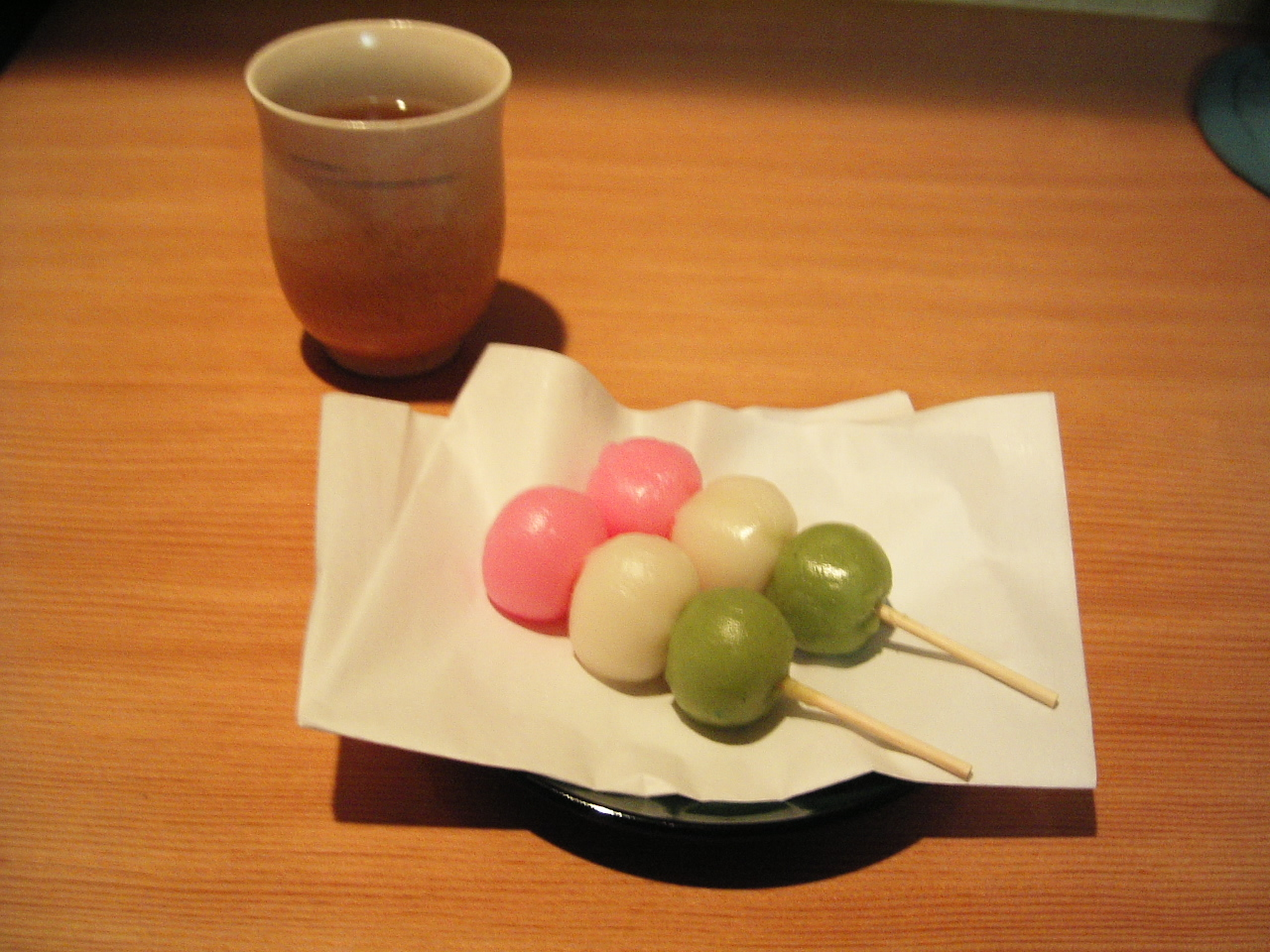
Hanami dango.

Dango (団子) é um bolinho japonês feito de mochiko (farinha de arroz), relacionado ao mochi. É geralmente servido com chá verde.